# Trávník (Cvikov)
Trávník (německy Glasert) je vesnice, část města Cvikov v okrese Česká Lípa. Nachází se asi tři kilometry severovýchodně od Cvikova u silnice na obec Mařenice. Trávník leží v katastrálním území Trávník u Cvikova o rozloze 3,59 km². Spolu s okolní krajinou je v oblasti CHKO Lužické hory.

## Historie
První písemná zmínka o vesnici pochází z roku 1391. Osada zde vznikla při budované sklářské huti v 14. století. Do roku 1946 nesla název Glasert. Dnes má osada rekreační charakter.

## Zajímavosti
- Zachovaly se zde dvě barokní kapličky a kamenný sloup se soškou Panny Marie z roku 1761.[6]
- V katastrálním území Trávníka se nachází zřícenina hradu Milštejn a Trávnický vrch.